# (45073) Doyanrose
(45073) Doyanrose (1999 XN37) – planetoida z grupy pasa głównego asteroid okrążająca Słońce w ciągu 3,57 lat w średniej odległości 2,33 j.a. Odkryta 7 grudnia 1999 roku.